# Montañas Elk River
Las montañas Elk River (en inglés: Elk River Mountains, lit. 'montañas [del] Río Elk') es un grupo áspero de montañas en el corazón del parque provincial de Strathcona en la isla de Vancouver, Columbia Británica, Canadá. Tiene un área de 113 km² y es parte de la cordillera de la Isla de Vancouver, que a su vez forman parte de las montañas Insulares.